# Henri Pittier Nemzeti Park
A Henri Pittier Nemzeti Park Venezuelában van, és 1075 négyzetkilométer nagyságú területen terül el, legmagasabb csúcsa a Pico Cenizo. 
A park területén az uralkodó kőzettípus a vulkanikus kőzet, mely 60 millió éves.

## Története
A Henri Pittier Nemzeti Park Venezuela első nemzeti parkja, melyet 1937-ben alapítottak. Nevét Henri Pitter svájci biológusról kapta, aki nagy erőfeszítéseket tett a park megszületéséért. A biológus nevéhez fűződik még több mint 30 000 venezuelai növény meg határozása.

## Természet földrajzi adottságai
A 60-80 millió éves sziklák nedves, gazdag erdőnek adnak otthont. 
A magasságok és az élőhelyek nagy változatosságában parti mangrovék, parti száraz cserjés, trópusi füves puszta, pálmában gazdag alföldi erdő, felhőerdő és törpe erdő tartozik.

## Állat- és növényvilága
A parkban több mint 580 madárfaj (a világ madárfajainak 6,5 százaléka) található. Egynapi madarászás is olyan pompás példányokat fedhet fel, mint a barnafejű gébicsvireó, az aranyhátú eufónia, a kormos íbisz, a sárgacsőrű tukán és az Amazon-zacskómadár, sőt olyan endemikus fajokat is, mint az aranymellű kotinga, a pirosfülű papagáj és a cseppfoltos fürkészmadár. 
Egy öt-hat napos látogatás alatt akár 400 madárfajt is megláthatunk, akárcsak tatukat, pumákat, dél-amerikai tapírt, ocelotot és különféle majmokat.
Az 1128 méterrel a tengerszint felett lévő Portachuelo Pass az atlanti parton Dél-Amerikába vándorló madarak és rovarok fő útvonala.

## Képgaléria

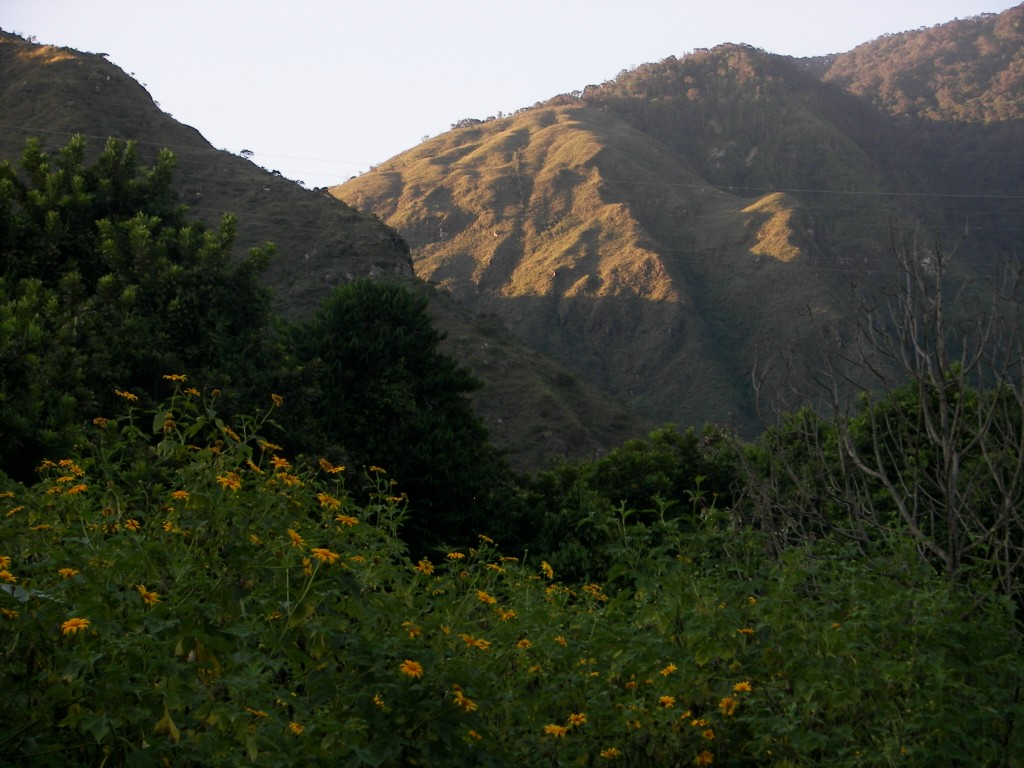
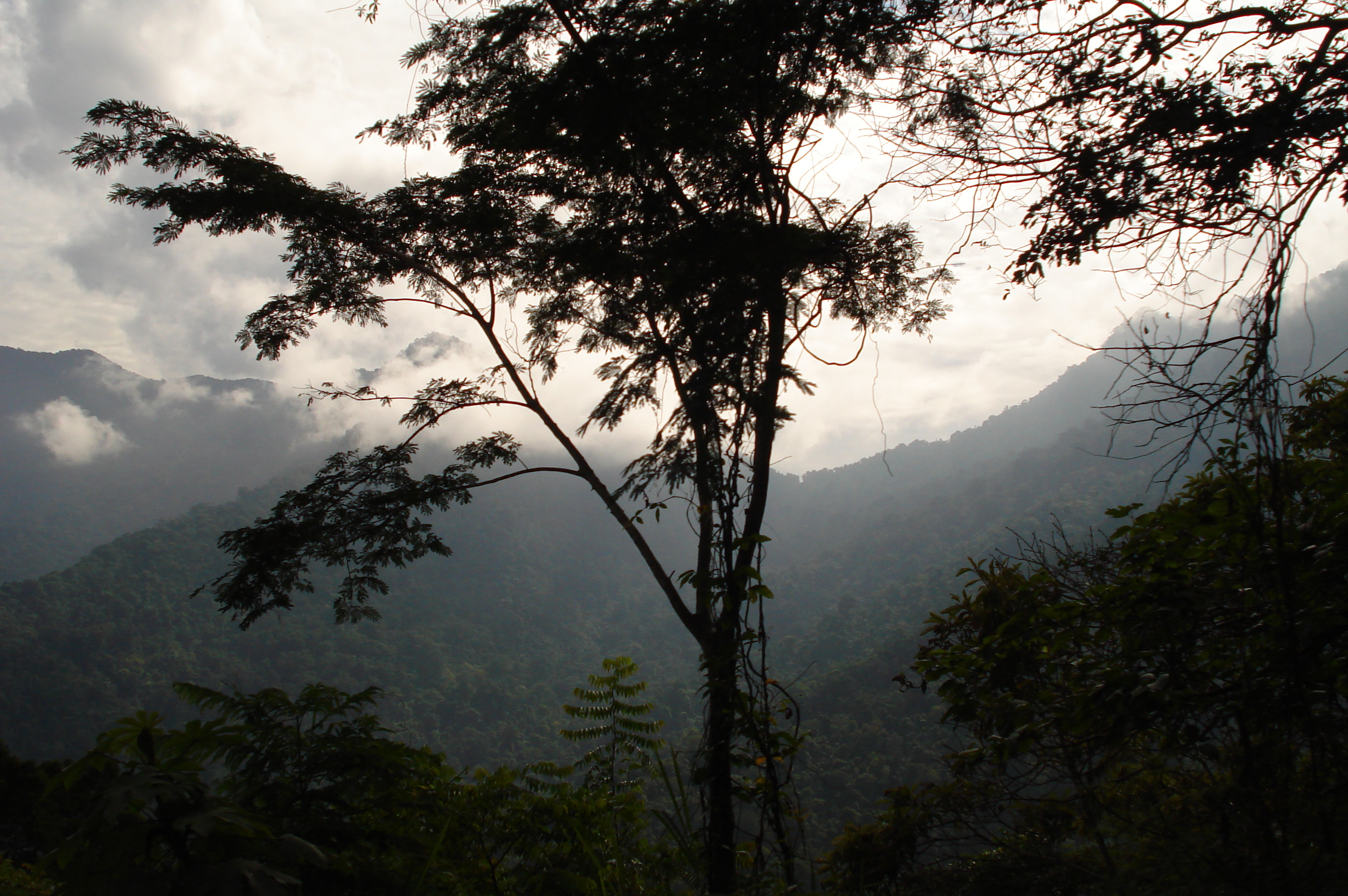
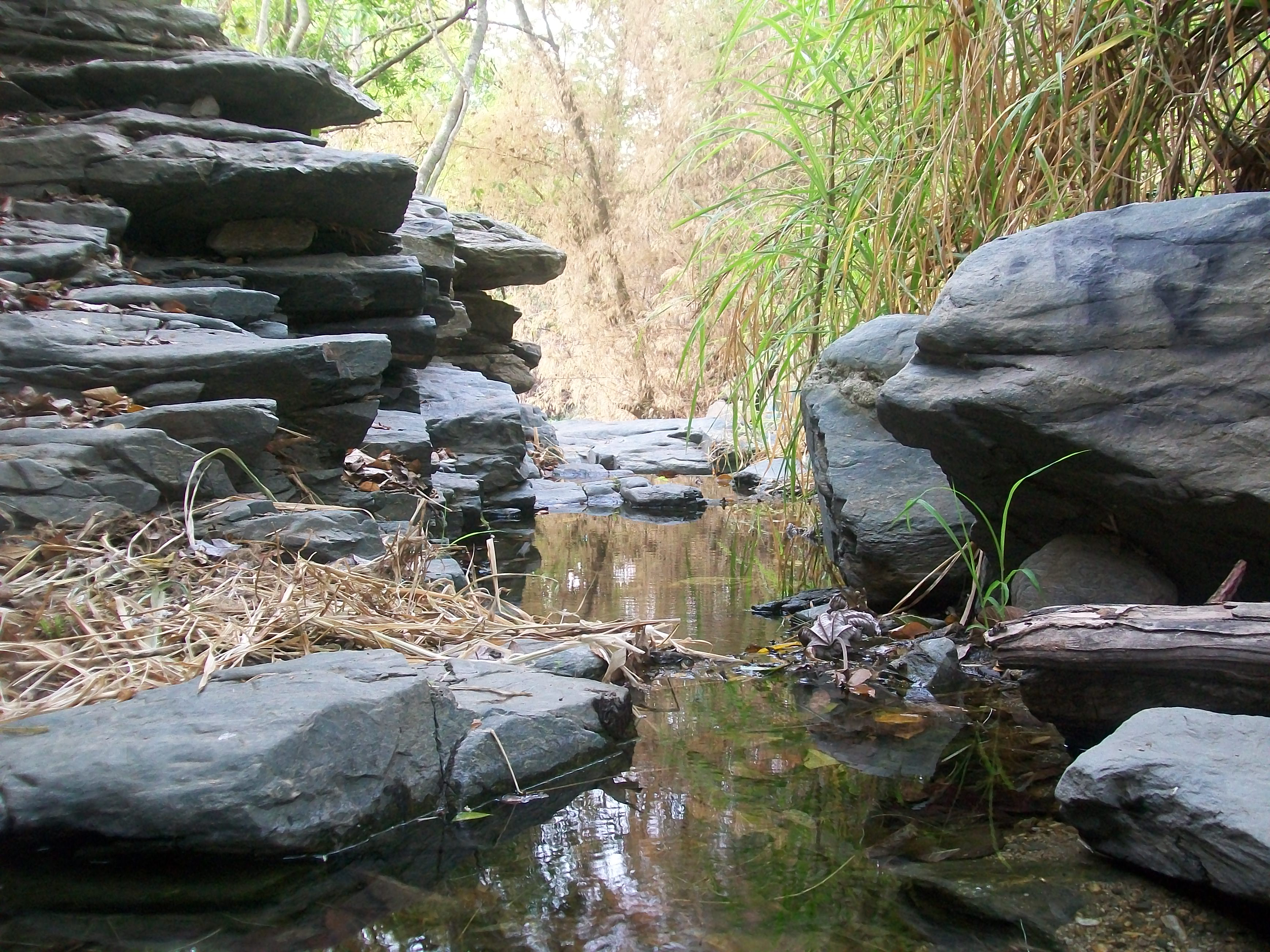
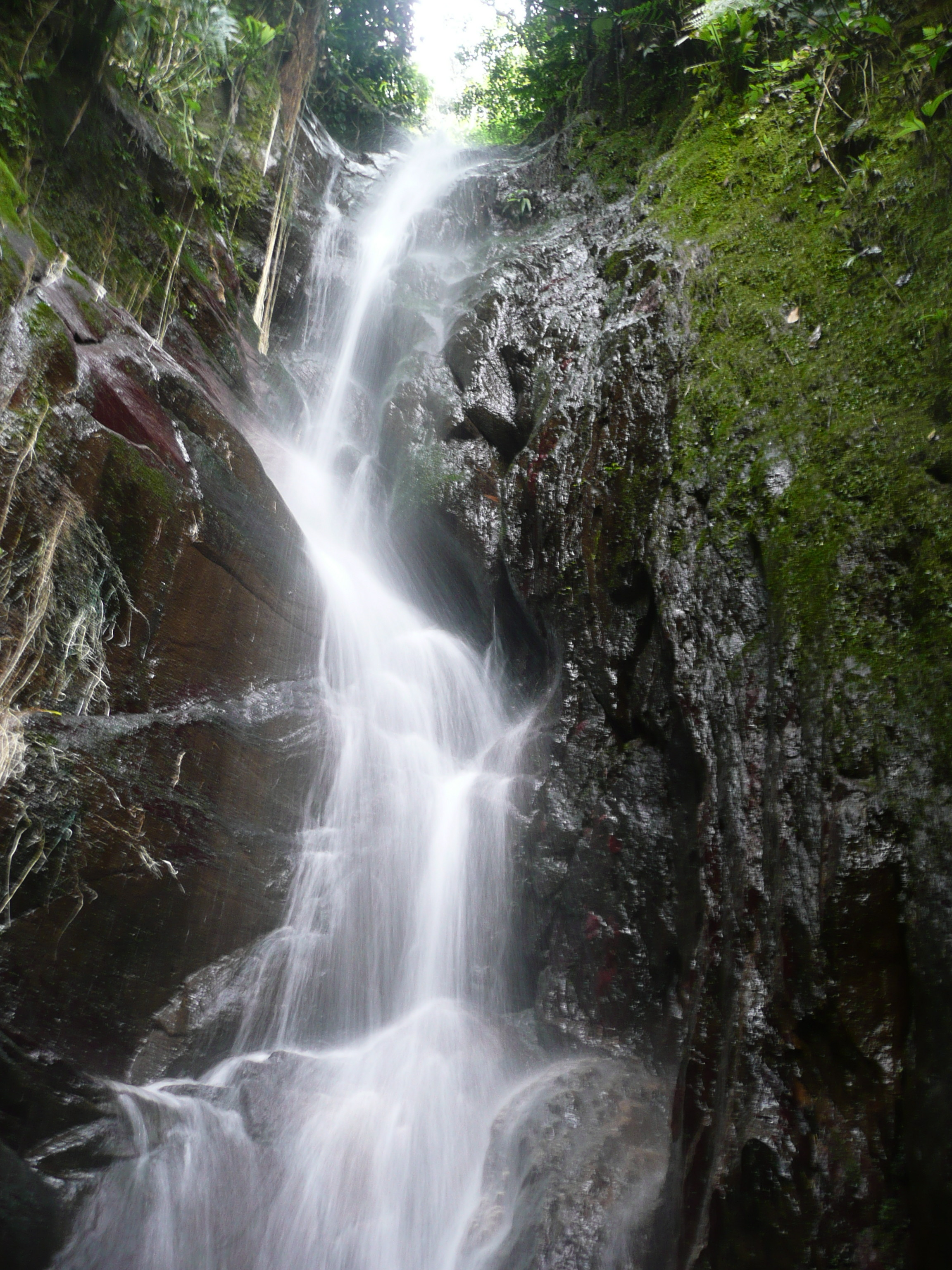
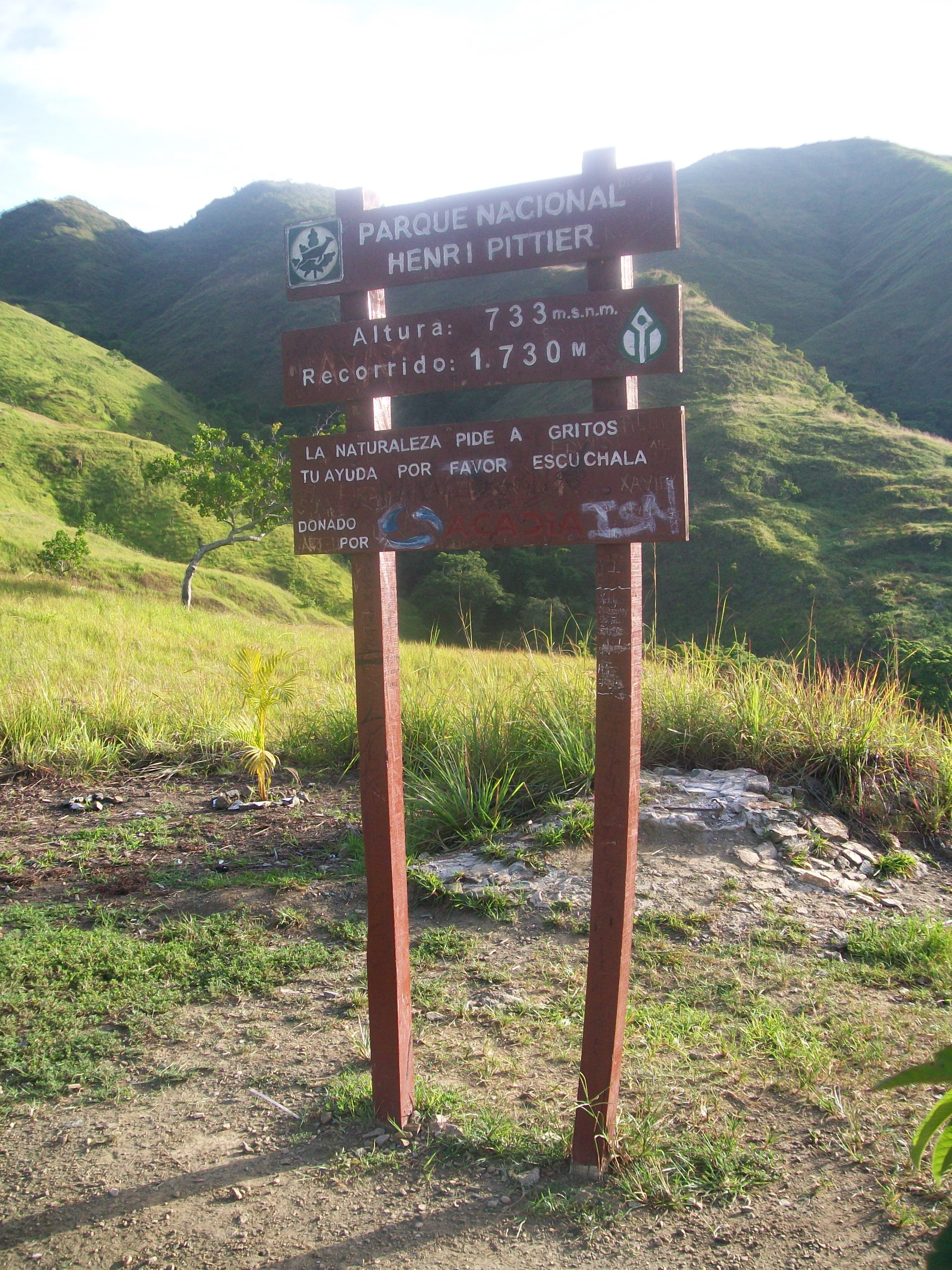
Útjelző tábla
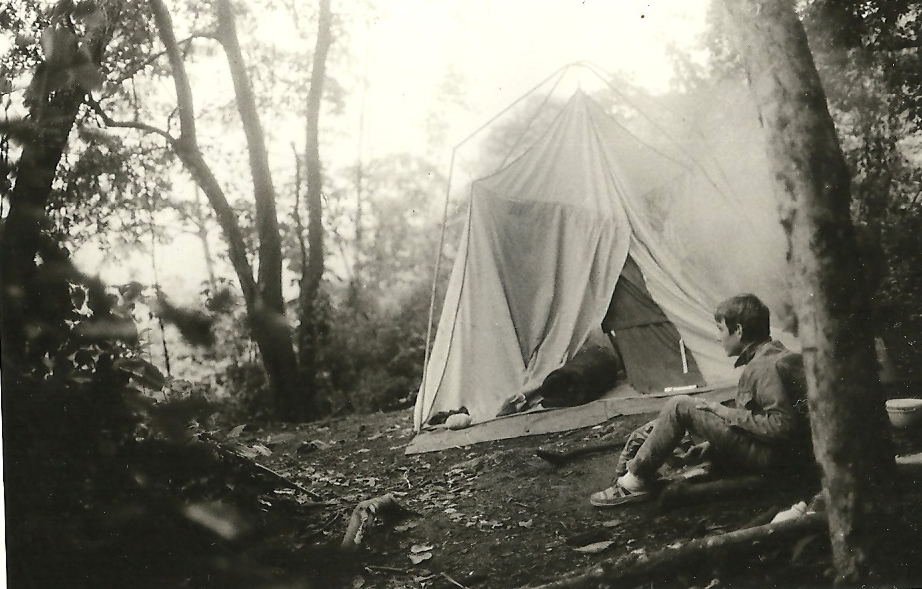
Kempingezés a park területén